# Pulpí (ort)
Pulpí är en ort i Spanien.   Den ligger i provinsen Provincia de Almería och regionen Andalusien, i den sydöstra delen av landet, 400 km söder om huvudstaden Madrid. Pulpí ligger 196 meter över havet och antalet invånare är 7 434.
Terrängen runt Pulpí är kuperad söderut, men norrut är den platt.  Närmaste större samhälle är Águilas, 14,3 km öster om Pulpí. Omgivningarna runt Pulpí är i huvudsak ett öppet busklandskap.